# Christian Stary

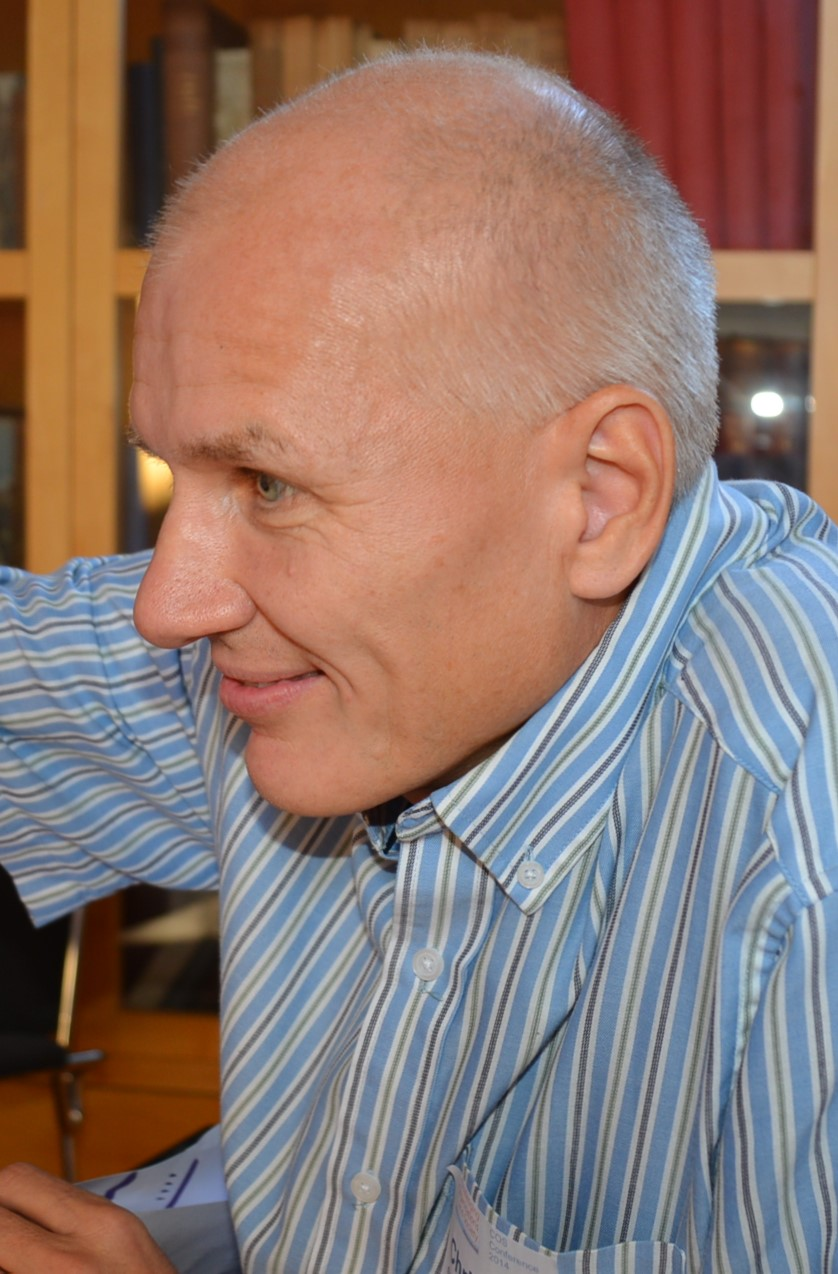
Christian Stary (2014)

Christian Stary (* 17. September 1960 in Wien) ist ein österreichischer Informatiker sowie studierter Philosoph, Psychologe und Pädagoge. Er wirkt als Professor für Wirtschaftsinformatik und Kommunikationstechnologie, der sich mit humanzentrierter Gestaltung sozio-technischer Systeme unter besonderer Berücksichtigung von aufgabenrelevantem Wissen auseinandersetzt.

## Werdegang
Christian Stary wurde als Sohn einer Bürofachkraft im Gesundheitswesen und eines Tischlers in Wien 1960 geboren, ging dort zur Schule und studierte von 1978 bis 1983 Informatik an der TU Wien. Er belegte zusätzlich von 1980 bis 1984 die Fächer Philosophie, Psychologie und Pädagogik an der Universität Wien. Seinen Abschluss als Diplom-Ingenieur (Dipl.-Ing.) erlangte er unter der Betreuung von Gunther King an der TU Wien im Institut für Angewandte Informatik (Leitung: Helmut Kerner). Danach war er bei der Bank Austria (damals Zentralsparkasse und Kommerzialbank) beschäftigt und wurde in dieser Zeit auch zum Bankkaufmann ausgebildet. Von 1985 bis 1989 war er als Universitätsassistent an der TU Wien (Institut für Informationssysteme – Verteilte Datenbanken und Künstliche Intelligenz; Leitung: Erich Neuhold) in Lehre und Forschung zu verteilten Systemen tätig.
In seiner Dissertation zur Modellierung von Mensch-Maschine-Interaktion an der Schnittstelle zwischen Software-, Knowledge- und Usability-Engineering legte er den disziplinübergreifenden Grundstein für seine Habilitation (1993) in Angewandter Informatik zu fortgeschrittenen Methoden modellbasierter Interaktionsgestaltung an der TU Wien. In seiner Zeit als Assistenz- bzw. Assoziierter Professor am Institut für Informationssysteme der TU Wien (nunmehrige Leitung: Georg Gottlob) (1989–1995) war er auch an der Florida International University in Miami unter anderem mit einem Stipendium der Max Kade Foundation New York tätig, ehe er 1995 als ordentlicher Universitätsprofessor an die Johannes Kepler Universität Linz (Rektor: Johannes Hengstschläger) an das Institut für Wirtschaftsinformatik (Institutsvorstand: Lutz Jürgen Heinrich) berufen wurde.
An der Universität Linz baute er zunächst den Schwerpunkt Communications Engineering im Fachbereich Wirtschaftsinformatik sowie in weiterer Folge das Kompetenzzentrum für Wissensmanagement an der Sozial- und Wirtschaftswissenschaftlichen Fakultät (Dekan: Helmut Schuster) auf, um integrative sozio-technische Gestaltungsspielräume zu schaffen. In seinen leitenden Funktionen der SOL (Society of Organizational Learning) und des ICKM (International Council on Knowledge Management) verstärkte er diese Bemühungen methodisch wie technologisch, wie zahlreiche kollaborative Forschungs- und Entwicklungsvorhaben zur humanzentrierten Digitalisierung belegen, insbesondere in den Bereichen Bildung, Lernende Organisation, Wissensmanagement, Industrie 4.0, Gemeinwohlökonomie, Prozessintegration und emergente Systeme.

## Wirken
Sowohl in seiner Forschung als auch in der akademischen Lehre nimmt Christian Stary Führungsverantwortung und Organisationsentwicklung wahr, wobei er versucht, aktuelle Entwicklungen in den unterschiedlichen Gesellschaftsbereichen zeitnah zu berücksichtigen. Denn diese bedingen den Umgang mit Wissen. Er setzt sich insbesondere mit der digitalen Unterstützung von Prozessen zur Erkenntnisgewinnung, zum Wissenserwerb und zur Wissensentwicklung bzw. Wissensgenerierung auseinander. Der mündige und reflektierte Umgang mit Wissen stellt für ihn nicht nur eine Schlüsselqualifikation dar, sondern bildet die Voraussetzung für die Bewusstwerdung von Zusammenhängen, für das Erkennen von Veränderungspotenzialen und schließlich für die Gestaltung von gesellschaftsrelevanter (Er-)Neuerung. Von besonderem Interesse sind für sein Forschungsteam und ihn folgende inter- bzw. transdisziplinäre Fragestellungen:
- Wie können Personen und Organisationen bei Lernprozessen mit digitalen Hilfsmitteln unterstützt werden?

Das Ziel von digitaler Lernunterstützung ist die Ermächtigung bzw. Ermöglichung eigenverantworteter und selbsttätiger Organisation von Lernprozessen. Dabei stoßen Lernbegleiter (facilitators) die Eigensteuerung von Wissensgewinnung bzw. Wissensentwicklung von Lernenden an und unterstützen ihre Erkundungsprozesse im Sinne einer lernendenzentrierten Didaktik (Mathetik),  sowohl personengebunden auf individueller Ebene, als auch kollektiv auf organisationaler Entwicklungsebene. Technologische Lernunterstützung wird pädagogisch begründet, wobei reformpädagogische Elemente eine zentrale Rolle einnehmen, da hier die Eigenverantwortung und Selbstorganisation von Lernenden im Mittelpunkt stehen.
- Wohin führen uns Modelle, wenn wir doch handeln müssen?

Modelle sind allgegenwärtig, ob als individuelles Benutzerprofil in sozialen Medien oder als Darstellung organisationaler Abläufe (Geschäftsprozesse). Modelle erlauben zwar die gezielte Betrachtung bestimmter Ausschnitte der Welt, sie entkoppeln allerdings auch Abläufe und Strukturen von der menschlich erfahrbaren Welt. Der reflektierte Umgang mit Modellierungsmethoden und -sprachen erleichtert die diesbezügliche Bewusstseinsbildung bei der Gestaltung von Modellen und der damit verbundenen Handlungs(spiel)räume. Christian Stary und sein Team forschen an der (digital unterstützten) Artikulation von tätigkeitsrelevantem Wissen und dessen Einbettung in agile bzw. resiliente Transformationsprozesse. Offene Formate zur Explikation sowie Strukturlegetechniken zur Darstellung von Wissen stehen dabei im Mittelpunkt. Sie erlauben transparente und nachvollziehbare Gestaltung für alle Beteiligten, und somit wissensbasierte Formen von Partizipation. Diese gewinnen an Bedeutung, sobald Modelle Referenzpunkte für Gestaltungs- und Reflexionsprozesse repräsentieren, wie beispielsweise digital twins in Industrie 4.0-Anwendungen.
Neben pädagogisch begründeten Lernunterstützungssystemen konzentrieren sich Forschung und Entwicklung auf wertebasierte Wissensmanagementsysteme zur integrativen Gestaltung semantischer Geschäftsprozesse. Letztere werden aus der Interaktions- bzw. Kommunikationsperspektive betrachtet, um der Dynamik organisationaler Entwicklungen im Sinne komplexer adaptiver Systeme gerecht zu werden – Emergenz hat so als primären Bezugspunkt die in Systemen wirkende Akteure. Christian Stary verantwortet neben (inter)nationalen Projekten mehrere innovative (internationale) Vorhaben zu den genannten Themenstellungen:
- Editor-in-Chief, Journal of Interaction Science, http://www.journalofinteractionscience.com; Springer, jois.online, http://www.jois.online/
- Mitbegründung von I2PM – Institut für Innovatives Prozessmanagement, http://www.i2pm.net
- Mitbegründung und Gestaltung der COS (Challenging Organizations and Society)-Community, http://www.cos-collective.com
- Mitbegründung und Gestaltung  der Arbeitsgruppe Emergente Systeme der Leibniz-Sozietät zu Berlin
- Mitbegründung, Leitung und Gestaltung des ICKM (International Council on Knowledge Management), http://www.ickm.net
- Leitung der Society of Organizational Learning (SOL) Austria, http://www.sol-austria.at
- Wissenschaftlicher Beirat der Lehrentwicklung an der Universität Wien, http://www.univie.ac.at
- Mitbegründung und Vorsitz-Stellvertretung der Forschungs- und Beratungsstelle Arbeitswelt, http://www.forba.at
- Mitbegründung des International Scientific Forum IS4ALL (Towards an Information Society For All) und des Journals Universal Access in the Information Society UAIS (Springer), https://link.springer.com/journal/10209

## Wertschätzungen (Auswahl)
- 1992: COMDEX’92: N-JOY: Innovativstes Produkt für Presentation Manager mit Fa. Vienna Software Publishing AG
- 2000: EDU-LINE: Education On-line: Zweiter Platz bei THINK BIG – Innovationspreis 2001, Siemens/Booz Allen&Hamilton, gemeinsam mit A. Auinger, W. Karrer (beide Universität Linz), F. Kirschner (Fa. HKS), L. Böszörmenyi, H. Kosch (beide Universität Klagenfurt)
- 2000: EU-CON II: Wissenschaftspreis der Arbeiterkammer Oberösterreich, gemeinsam mit Thomas Riesenecker-Caba (FORBA)
- 2001: Ruf an die Freie Universität Bozen (Informatik-Fakultät), Südtirol.
- 2004: Ruf an die Universität Roskilde (Department for Communication, Journalism & Computer Science), Dänemark.
- 2006: Nominierung für Constantinus-Award 2006, Kategorie Management Consulting (Fa. One & Acoopex), Wirtschaftskammer Österreich
- 2006: Wahl in die Gelehrtengesellschaft Leibniz-Sozietät der Wissenschaften zu Berlin.

## Publikationen (Auswahl)
Christian Stary veröffentlichte bislang mehr als 300 wissenschaftliche Beiträge, davon mehr als 20 Bücher und 30 Buchbeiträge.
- Patent: Automatische Testfallgenerierung für anwenderorientierte Benutzeroberflächen, gemeinsam mit A. Beer, St. Mohacsi (SIEMENS AG Österreich), Erfindernummer 394696, Zeichen GR 00E706AT, 9. Dezember 1999, AT Patentschrift P 8191, 1. Juni 2001.
- Patent: Method of Testing Software, gemeinsam mit A. Beer, J. Manz, St. Mohacsi (SIEMENS AG), Application Number 10/159,952, Patent Office, US, Publication Date 2002/5/31.
- Stary, C. (2020). Soziotechnische Gestaltung soziotechnischer Systeme – Integratives Design und Engineering. In: Peter Brödner, Klaus Fuchs-Kittowski (Hrsg.): Zukunft der Arbeit – Soziotechnische Gestaltung der Arbeitswelt im Zeichen von "Digitalisierung" und "Künstlicher Intelligenz". Tagung der Leibniz-Sozietät am 13. Dezember 2019 in Berlin, Hochschule für Technik und Wirtschaft. (= Abhandlungen der Leibniz-Sozietät der Wissenschaften. Band 67). trafo Wissenschaftsverlag, Berlin, S. 67–81, ISBN 978-3-86464-219-7.
- Stary, C. (2020). Wissenscontrolling in kreativen Expertenorganisationen. Controlling 32.1: 43–49.
- Spindler, M., & Stary, C.  (2019). Co-Vival: Embracing Artificial and Human Intelligences. An Awareness Approach for Transhuman Futures. Challenging Organisations and Society. Reflective Hybrids, Vol. 8, No. 1, 1303–1353.
- Oppl, S., & Stary, C. (2019). Designing Digital Work: Concepts and Methods for Human-centered Digitization. Palgrave / Macmillan / Springer-Verlag, Cham.
- Weichhart, G., Stary, C., & Vernadat, F. (2018). Enterprise modelling for interoperable and knowledge-based enterprises. International Journal of Production Research, 56(8), 2818–2840.
- Fleischmann, A., Oppl, S., Schmidt, W., & Stary, C. (2018). Ganzheitliche Digitalisierung von Prozessen: Perspektivenwechsel – Design Thinking – Wertegeleitete Interaktion. Springer Vieweg, Wiesbaden.
- Füreder, Sabrina, Lisa Maria Grurl, Dominik Hattenberger, Gernot Hauser, Martina Kremsmayr, Marion Lackner, Romana Lechner, Sonja Polt, Theresa Prinz, Christian Stary, & Thomas Weberndorfer (2018). Commoning: Prozessgestaltung und Transformation. Institut für Innovatives Prozessmanagement, www.i2pm.net, 2018.
- Ackerman, M., Prilla, M., Stary, C., Herrmann, T., & Goggins, S. (2017). Designing Healthcare that Works: A Sociotechnical Approach. Academic Press.
- Neubauer, M., & Stary, C. (2017). S-BPM in the Production Industry. A Stakeholder Approach.  Springer International Publishing, Cham.
- Stary, C., & Weichhart, G. (2017). Enabling Digital Craftsmanship Capacity Building: A Digital Dalton Plan Approach. In Proceedings of the European Conference on Cognitive Ergonomics 2017, ACM (pp. 43–50).
- Stary, C. (2016). Kohärenz – Schlüsselkonstrukt zu sozio-technischem Systemdesign? In Fuchs-Kittowski, F., Kriesel, W. (Hrsg.): Informatik und Gesellschaft. Festschrift zum 80. Geburtstag von Klaus Fuchs-Kittowski. Peter Lang Internationaler Verlag der Wissenschaften – PL Academic Research, Frankfurt am Main / Bern / Bruxelles / New York / Oxford / Warszawa / Wien, S. 333–344, ISBN 978-3-631-66719-4.
- Stary, C., & Wachholder, D. (2016). System-of-systems support—A bigraph approach to interoperability and emergent behavior. Data & Knowledge Engineering, 105, 155–172.
- Cronholm, S., Neubauer, M., & Stary, C. (2015). Guiding situated method transfer in design and evaluation. Universal Access in the Information Society, 14(2), 151–168.
- Fleischmann, A., Schmidt, W., & Stary, C. (Eds.). (2015). S-BPM in the Wild: Practical Value Creation. Springer-Verlag, Cham.
- Stary, C. (2014). Non-disruptive knowledge and business processing in knowledge life cycles–aligning value network analysis to process management. Journal of Knowledge Management, Vol. 18 No. 4, pp. 651–686. doi:10.1108/JKM-10-2013-0377.
- Stary, C., & Stary, E. (2013).Creating meaningful representations.  Journal of Information & Knowledge Management, 12(04), 1350041.
- Heftberger, S., & Stary, C. (2013). Partizipatives organisationales Lernen: ein prozessbasierter Ansatz. Springer-Verlag.
- Stary, C. (2013). Interaktive Systeme: Software-Entwicklung und Software-Ergonomie. Springer-Verlag.
- Stary, C., Maroscher, M., & Stary, E. (2012). Wissensmanagement in der Praxis: Methoden-Werkzeuge-Beispiele. Carl Hanser Verlag, München.
- Fleischmann, A., Schmidt, W., Stary, C., Obermeier, S., & Börger, E. (2012). Subject-oriented Business Process Management. Springer Science & Business Media, Berlin.
- Fleischmann, A., & Stary, C. (2012). Whom to talk to? A stakeholder perspective on business process development. Universal Access in the Information Society, 11(2), 125–150.
- Stary, C. (2011). Perspective Giving—Perspective Taking: Evidence-Based Learning in Organisations. Journal of Information & Knowledge Management, 10(02), 151–158.
- Eichelberger, Harald, Christian Laner, Harald Angerer, John Bronkhorst, Henning Günther, Edgar Hungs, Renate Kock, Wolf Dieter Kohlberg, Georges Kuppens, & Christian Stary (2010). Unterrichtsentwicklung via eLearning.  Oldenbourg Verlag, München.
- Weichhart, G., Feiner, T., & Stary, C. (2010). Implementing organisational interoperability—The SUddEN approach. Computers in Industry, 61(2), 152–160.
- Oppl, S., & Stary, C. (2009). Tabletop concept mapping. In Proceedings of the 3rd International Conference on Tangible and Embedded Interaction, ACM (pp. 275–282).
- Stary, C., & Eberle, P. (2008). Building up usability-engineering capability by improving access to automated usability evaluation. Interacting with computers, 20(2), 199–211.
- Eichelberger, H., Kohlberg, W.-D., Laner, C., Stary, C. & Stary, E. (2008). Reformpädagogik goes eLearning: Neue Wege zur Selbstbestimmung von virtuellem Wissenstransfer und individualisiertem Wissenserwerb. Oldenbourg Verlag, München.
- Stary, C. (2007). Intelligibility catchers for self-managed knowledge transfer. In Seventh IEEE International Conference on Advanced Learning Technologies (ICALT 2007) (pp. 517–521). IEEE.
- Hemmecke, J., & Stary, C. (2006). The tacit dimension of user tasks: elicitation and contextual representation. In International Workshop on Task Models and Diagrams for User Interface Design (pp. 308–323). Springer-Verlag, Berlin; Heidelberg.
- Gross, T., Stary, C., & Totter, A. (2005). User-centered awareness in computer-supported cooperative work-systems: Structured embedding of findings from social sciences. International Journal of Human-Computer Interaction, 18(3), 323–360.
- Auinger, Andreas, & Christian Stary (2005). Didaktikgeleiteter Wissenstransfer: Interaktive Informationsräume für Lern-Gemeinschaften im Web. Springer-Verlag.
- Fürlinger, S., Auinger, A., & Stary, C. (2004). Interactive annotations in web-based learning systems. In The 4th IEEE International Conference on Advanced Learning Technologies, IEEE, pp. 360–364.
- Stary, C. (2002). Shifting knowledge from analysis to design: requirements for contextual user interface development. Behaviour & Information Technology, 21(6), 425–440.
- Stary, C. (2001). User diversity and design representation: Towards increased effectiveness in Design for All. Universal Access in the Information Society, 1(1), 16–30.
- Stary, C. (2000). TADEUS: seamless development of task-based and user-oriented interfaces. IEEE Transactions on Systems, Man, and Cybernetics-Part A: Systems and Humans, 30(5), 509–525.
- Stary, C., & Riesenecker-Caba, T. (1999). EU-CON-II-Software-ergonomische Bewertung und Gestaltung von Bildschirmarbeit. Wirtschaftsverlag NW, Berlin.
- Stephanidis, C., Salvendy, G., Akoumianakis, D., Arnold, A., Bevan, N., Dardailler, D., Emiliani, P.L., Iakovidis, I., Jenkins, P., Karshmer, A., Korn, P., Marcus, A., Murphy, H., Oppermann, C., Stary, C., Tamura, H., Tscheligi, M., Ueda, H., Weber, G. & Ziegler, J. (1999).Toward an Information Society for All: HCI challenges and R&D recommendations. International Journal of Human-Computer Interaction, 11(1), pp. 1–28.
- Peschl, M. F., & Stary, C. (1998). The role of cognitive modeling for user interface design representations: An epistemological analysis of knowledge engineering in the context of human-computer interaction. Minds and Machines, 8(2), 203–236.
- Fleissner, P., Müller, H., Hofkirchner, W., Pohl, M., & Stary, C. (1998). Der Mensch lebt nicht vom Bit allein. Information in Technik und Gesellschaft, Peter Lang Publishing, Frankfurt/M.
- Stary, C., & Pasztor, A. (1995). LUIS—A logic for task‐oriented user interface specification. International Journal of Intelligent Systems, 10(2), 201–231.
- Ege, R. K., & Stary, C. (1992). Designing maintainable, reusable interfaces. IEEE Software, 9(6), 24–32.
- Stary, C. (1989). Das Interaktions-Management-Netz. Inform., Forsch. Entwickl., 4(4), 193–204.
- Stary, C. (2020). Soziotechnische Gestaltung soziotechnischer Systeme - Integratives Design und Engineering. In: Peter Brödner, Klaus Fuchs-Kittowski (Hrsg.): Zukunft der Arbeit - Soziotechnische Gestaltung der Arbeitswelt im Zeichen von "Digitalisierung" und "Künstlicher Intelligenz". Tagung der Leibniz-Sozietät am 13. Dezember 2019 in Berlin, Hochschule für Technik und Wirtschaft. (= Abhandlungen der Leibniz-Sozietät der Wissenschaften. Band 67). trafo Wissenschaftsverlag, Berlin, S. 67–81, ISBN 978-3-86464-219-7.